# Дзбаньце
Дзбаньце (пол. Dzbańce, нім. Krug) — село в Польщі, у гміні Браниці Ґлубчицького повіту Опольського воєводства.
Населення — 511 осіб (2011).

## Демографія
Демографічна структура станом на 31 березня 2011 року:
|          | Загалом | Допрацездатний вік | Працездатний вік | Постпрацездатний вік |
| -------- | ------- | ------------------ | ---------------- | -------------------- |
| Чоловіки | 240     | 44                 | 167              | 29                   |
| Жінки    | 271     | 37                 | 145              | 89                   |
| Разом    | 511     | 81                 | 312              | 118                  |